# Organizacija nezastupljenih nacija i naroda
Organizacija nezastupljenih naroda i naroda (eng. Unrepresented Nations and Peoples Organization, skr. UNPO), međunarodna je organizacija osnovana kako bi dala glas nezastupljenim i marginaliziranim nacijama i narodima diljem svijeta. Osnovana je 11. veljače 1991. u Haagu u Nizozemskoj. Njezini članovi su: autohtoni narodi, manjine i nepriznata ili okupirana područja.
UNPO radi na razvijanju razumijevanja i poštivanja prava na samoodređenje, pruža savjete i podršku o pitanjima međunarodnog priznanja i političke autonomije, obučava skupine da učinkovito zagovaraju svoje ciljeve i izravno zagovara međunarodni odgovor na kršenja ljudskih prava počinjenih protiv članica UNPO-a. Neke bivše članice, kao što su: Armenija, Istočni Timor, Estonija, Latvija, Gruzija i Palau, stekle su punu neovisnost i pridružile se Ujedinjenim narodima (UN).
UNPO su 1980-ih osmislili čelnici pokreta za samoodređenje, Linart Mal iz Kongresa Estonije, Erkin Alptekin iz Istočnoga Turkestana i Lodi Giari iz Tibeta, zajedno s Michaelom van Waltom van Praagom, dugogodišnjim savjetnikom za međunarodno pravo 14. Dalaj Lame. Osnivači su bili predstavnici nacionalnih pokreta kao što su: Estonija, Latvija, Tibet, Krimski Tatari, Armenija, Gruzija, Tatarstan, Istočni Turkestan, Istočni Timor, australski Aboridžini, Kordiljeri, grčka manjina u Albaniji, Kurdistan, Palau, Tajvan i Zapadna Papua. Ključni cilj UNPO-a bio je, i ostaje, ponoviti uspjeh 14. Dalaj Lame i nenasilnu poruku tibetanskog naroda suočenog s ugnjetavanjem i okupacijom.
Vizija UNPO-a potvrditi je demokraciju kao temeljno ljudsko pravo, implementirati ljudska, građanska i politička prava u cijelom svijetu, poduprijeti univerzalno pravo na autonomiju i samoodređenje te produbiti federalizam. Potiče nenasilne metodologije za postizanje mirnih rješenja sukoba i ugnjetavanja. UNPO podržava članove u poštivanju ljudskih i kulturnih prava te očuvanju okoliša. Organizacija pruža forum za umrežavanje članova i pomaže im u međunarodnom sudjelovanju.
UNPO je predan nizu od pet načela sadržanih u njegovom sporazumu:
- Jednako pravo na samoodređenje;
- Poštivanje međunarodno prihvaćenih standarda ljudskih prava, utvrđenih Općom deklaracijom o ljudskim pravima i drugim međunarodnim instrumentima;
- Privrženost načelima demokratskog pluralizma i odbacivanje totalitarizma i vjerske nesnošljivosti;
- Promicanje nenasilja i odbacivanje terorizma kao političkog instrumenta;
- Zaštita prirodnoga okoliša.

Sve članice moraju potpisati i pridržavati se UNPO–ova sporazuma. Članice UNPO-a moraju biti nenasilne.